# برايان فاتح
برايان فاتح (بالإنجليزية: Brian Fatih)‏ هو متسابق يخت أمريكي، ولد في 18 أكتوبر 1972.

## وصلات خارجية
- برايان فاتح على موقع أوليمبيديا (الإنجليزية)